# Couze (affluent de la Vézère)
Pour les articles homonymes, voir Couze.
La Couze est un ruisseau français des départements de la Corrèze et de la Dordogne, affluent rive gauche de la Vézère et sous-affluent de  la Dordogne.
Il ne faut pas la confondre avec deux autres ruisseaux homonymes, la Couze, affluent de la Corrèze, entièrement située dans le département de la Corrèze et la Couze, affluent de la Dordogne, entièrement située dans le département de la Dordogne.

## Géographie

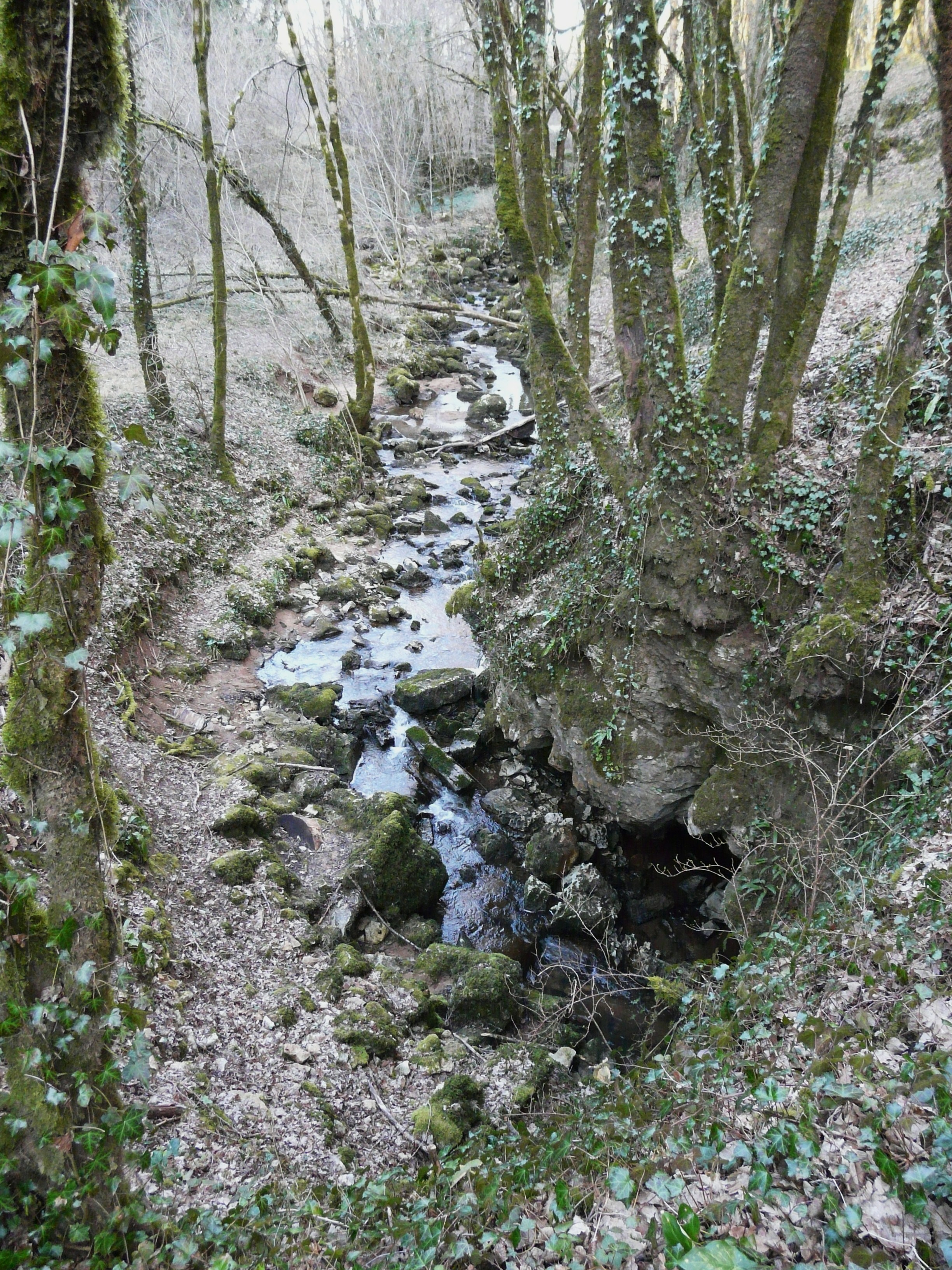
La perte de la Couze dans le causse corrézien.

La Couze prend sa source en Corrèze, vers 290 mètres d'altitude, sur la commune de Jugeals-Nazareth, au nord du lieu-dit Salers.
Elle passe sous l'autoroute A20 et disparaît dans une perte en aval du Pont-de-Coudert, sur la commune de Noailles. La Couze apparaît de nouveau trois kilomètres plus loin, au gouffre du Blagour, sur la commune de Chasteaux.
Elle arrose ensuite le hameau du Soulier, au pied de la colline de Chasteaux. Elle alimente le plan d'eau du Causse puis traverse le village de Saint-Cernin-de-Larche.
Sur le dernier kilomètre de son parcours, elle sépare les départements de la Corrèze (commune de Larche à l'est) et de la Dordogne (commune de La Feuillade à l'ouest), avant de se jeter dans la Vézère, en rive gauche, vers 90 mètres d'altitude.
Sa longueur est de 17,2 km pour un bassin versant de 101 km2.
Son nom se retrouve dans celui de la commune de Lissac-sur-Couze.

### Affluents
Parmi les cinq affluents de la Couze répertoriés par le Sandre, le plus long avec 3,2 km est un ruisseau intermittent sans nom en rive droite.

### Départements et communes traversés
Le parcours de la Couze s'effectue principalement à l'intérieur du département de la Corrèze. Seul le dernier kilomètre en aval est limitrophe du département de la Dordogne. Elle arrose sept communes,, soit d'amont vers l'aval :
- Corrèze :
  - Jugeals-Nazareth (source)
  - Noailles
  - Chasteaux
  - Lissac-sur-Couze
  - Saint-Cernin-de-Larche
  - Larche (confluent)
- Dordogne :
  - La Feuillade (confluent)

## Hydrologie
Le débit de la Couze a été observé sur une période de 42 ans (1970-2012), à la station hydrologique de Chasteaux, au lieu-dit le Soulier, en amont du lac du Causse. À cet endroit, le bassin versant représente 64 km2, soit seulement 63 % de celui du cours d'eau.
Le module y est de 0,862 m3/s.
La Couze présente des fluctuations saisonnières de débit, avec une période de hautes eaux caractérisée par un débit mensuel moyen évoluant dans une fourchette de 0,826 à 1,41 m3/s, de novembre à mai inclus (avec un maximum en février). La période des basses eaux a lieu de juillet à octobre, avec une baisse du débit moyen mensuel allant jusqu'à 0,26 m3/s au mois d'août. Cependant ces chiffres ne sont que des moyennes et les fluctuations de débit peuvent être plus importantes selon les années et sur des périodes plus courtes.
À l'étiage le VCN3 peut chuter jusque 0,095 m3, en cas de période quinquennale sèche, soit 95 litres par seconde.
Les crues peuvent cependant s'avérer importantes. Les QIX 2 et QIX 5 valent respectivement 14 et 20 m3/s. Le QIX 10 est de 24 m3/s, le QIX 20 de 28 m3/s, tandis que le QIX 50 se monte à 33 m3/s.
Le débit instantané maximal enregistré à la station de Chasteaux durant cette période a été de 34,3 m3/s le 10 janvier 1996. Si l'on compare cette valeur à l'échelle des QIX de la rivière, cette crue était légèrement supérieure au QIX 50, donc susceptible de se reproduire environ tous les 50 ans, alors que la valeur journalière maximale était de 22,5 m3/s ce même jour, soit une hauteur maximale instantanée de 2,18 mètres.
Au total, la Couze est un cours d'eau abondant ce qui a permis, compte tenu du relief, la création du lac du Causse. La lame d'eau écoulée dans son bassin versant est de 426 millimètres annuellement, ce qui est supérieur à la moyenne de la France entière tous bassins confondus (320 millimètres). Le débit spécifique de la Couze (ou Qsp) atteint ainsi à Chasteaux le chiffre de 13,5 litres par seconde et par kilomètre carré de bassin.

### Risque inondation
Un plan de prévention du risque inondation (PPRI) a été approuvé en 2000 pour la Vézère à La Feuillade, ayant un impact sur ses rives  ainsi que la partie aval de son affluent la Couze sur ses 650 derniers mètres,.

## Monuments ou sites remarquables à proximité
- La retenue de barrage du lac du Causse et sa base de loisirs de Lissac-sur-Couze.
- L'église de Saint-Cernin-de-Larche, inscrite au titre des monuments historiques[7].

## Galerie de photos

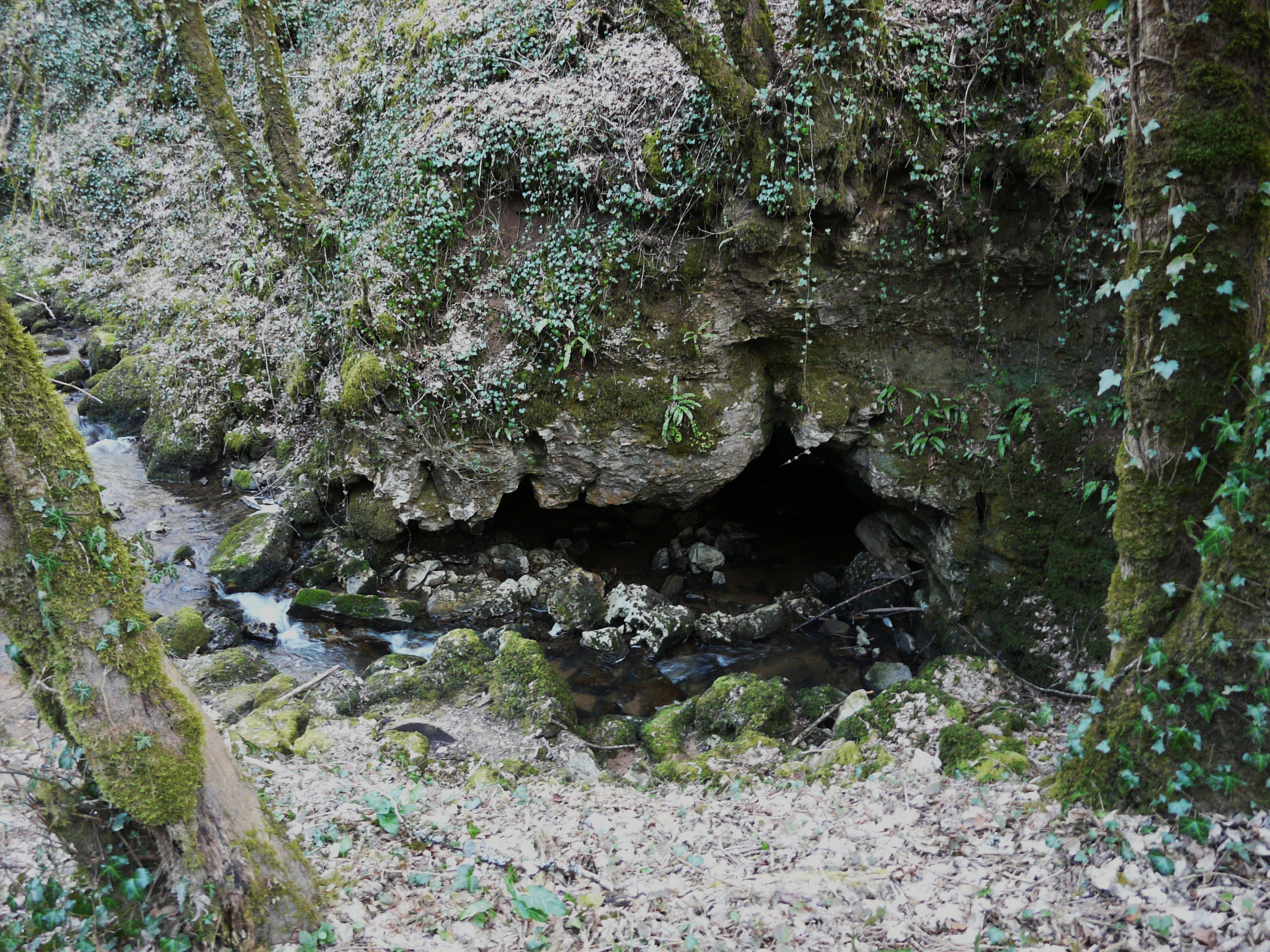
La perte de la Couze à Noailles.
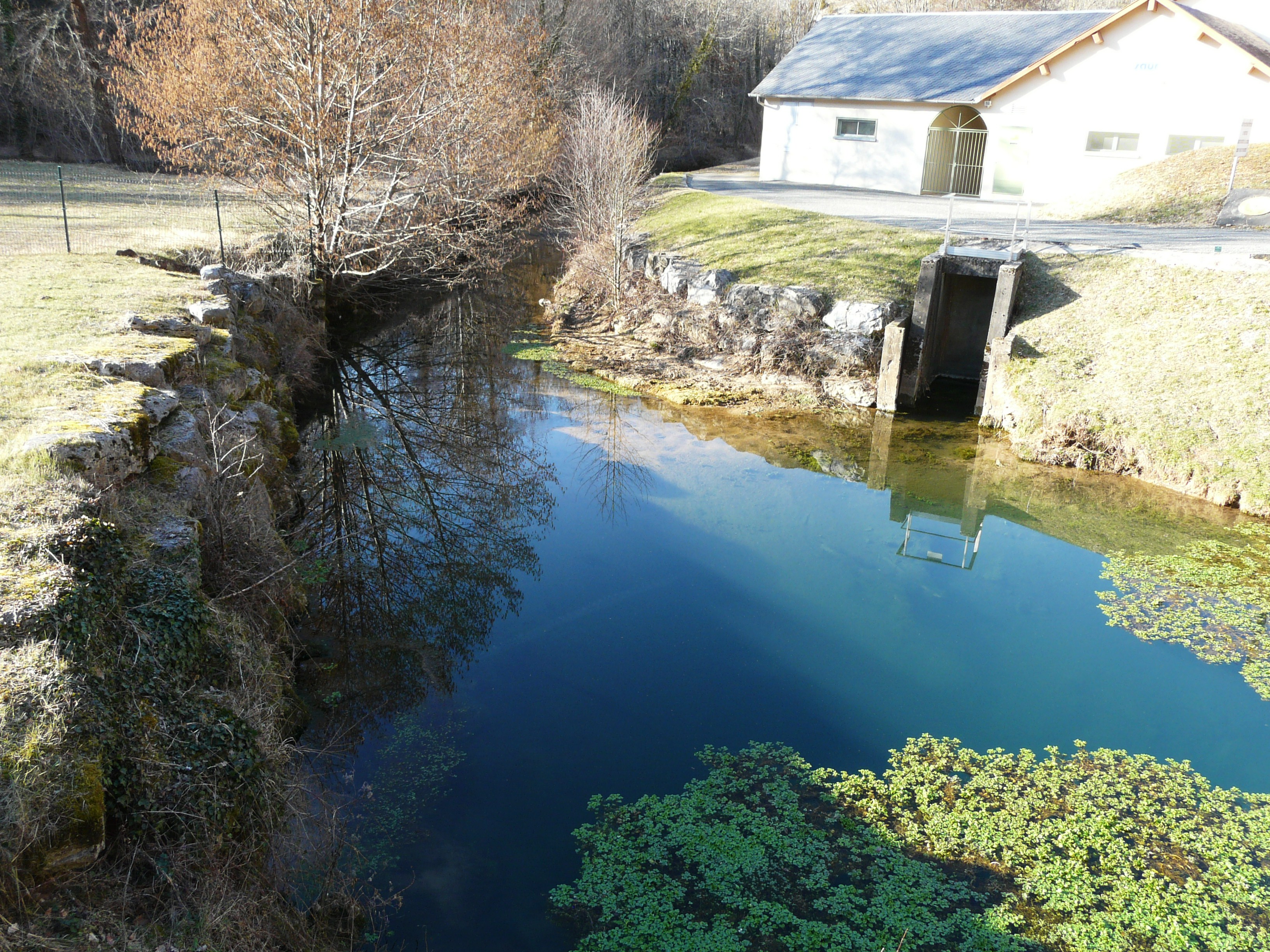
La résurgence du gouffre du Blagour.
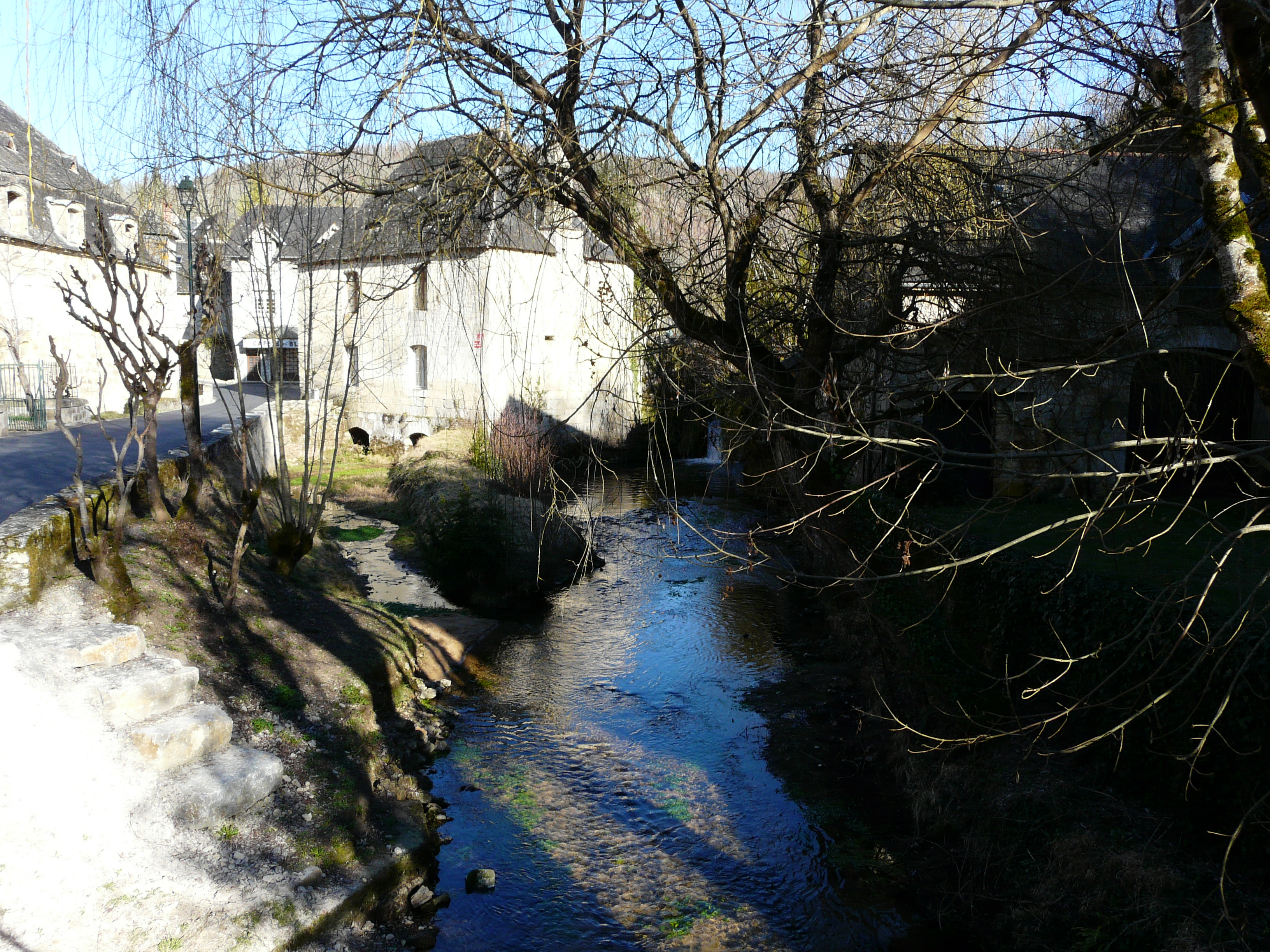
La Couze à Chasteaux.
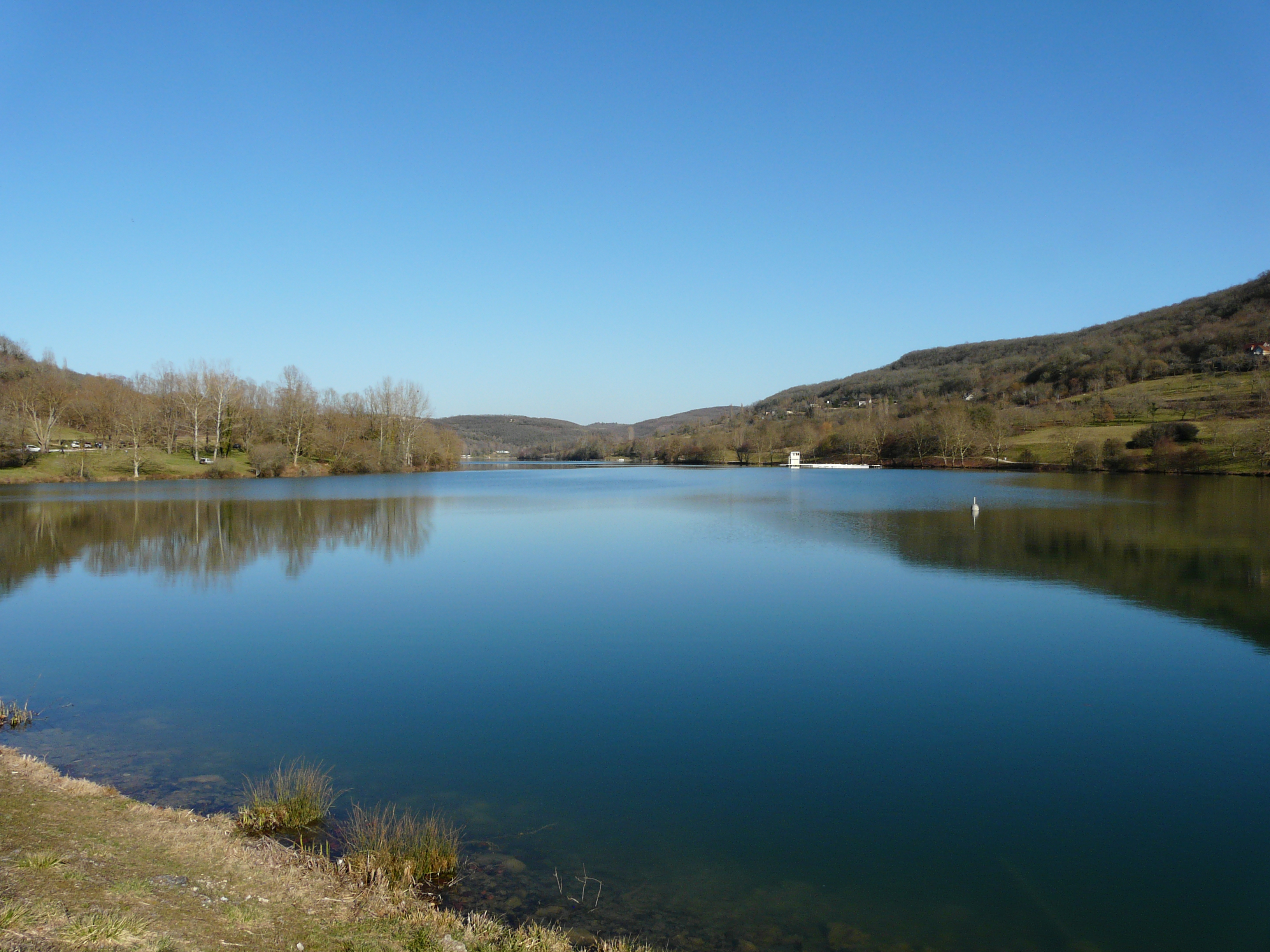
Le lac du Causse.
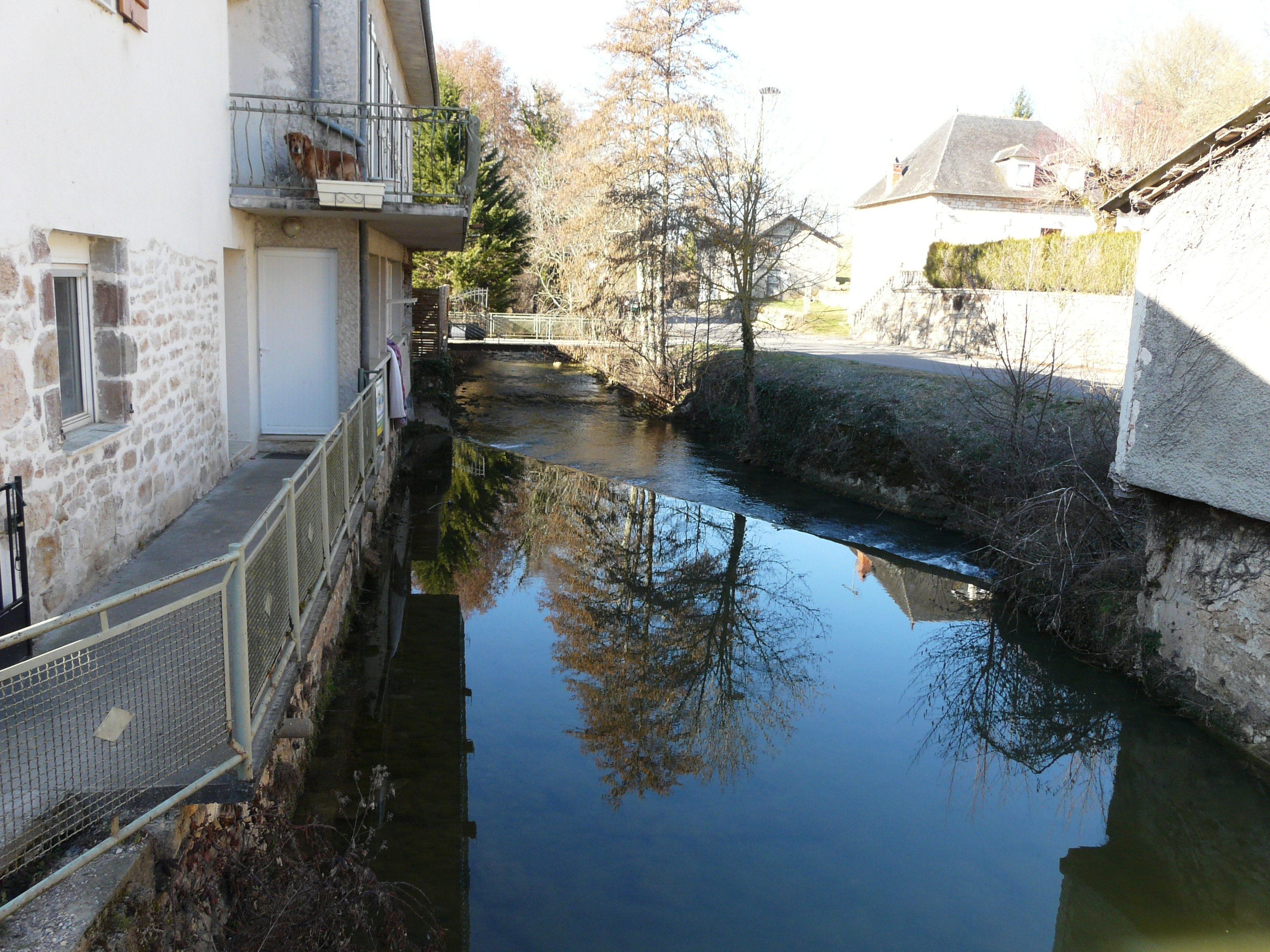
Dans le village de Saint-Cernin-de-Larche.